# Gewichtheffen op de Olympische Zomerspelen 2016 – Klasse tot 62 kilogram mannen
Het gewichtheffen in de klasse tot 62 kilogram voor mannen op de Olympische Zomerspelen 2016 vond plaats op maandag 8 augustus. Regerend olympisch kampioen was Kim Un-guk uit Noord-Korea. Hij kwam tijdens deze Spelen niet in actie en kon derhalve zijn titel niet verdedigen. De totale score die een gewichtheffer behaalde was de som van zijn beste resultaten in het trekken en het voorslaan en uitstoten, met de mogelijkheid tot drie pogingen in elk onderdeel. In deze gewichtsklasse deden zeventien atleten mee, afkomstig uit vijftien verschillende landen: Indonesië en Japan werden dubbel vertegenwoordigd. De Colombiaan Óscar Figueroa won het goud met een totaalscore van 318 kilogram.

## Records
Voorafgaand aan het toernooi waren dit de wereldrecords en de olympische records.
| Wereldrecord     | Trekken | Kim Un-guk     | 154 kg | Incheon | 21 september 2014 |
| Wereldrecord     | Stoten  | Chen Lijun     | 183 kg | Houston | 22 november 2015  |
| Wereldrecord     | Totaal  | Chen Lijun     | 333 kg | Houston | 22 november 2015  |
| Olympisch record | Trekken | Kim Un-guk     | 153 kg | Londen  | 30 juli 2012      |
| Olympisch record | Stoten  | Óscar Figueroa | 177 kg | Londen  | 30 juli 2012      |
| Olympisch record | Totaal  | Kim Un-guk     | 327 kg | Londen  | 30 juli 2012      |

## Uitslag
| rang   | naam                | land                | groep | gewicht | trekken (kg) | trekken (kg) | trekken (kg) | trekken (kg) | stoten (kg) | stoten (kg) | stoten (kg) | stoten (kg) | totaal |
| rang   | naam                | land                | groep | gewicht | 1            | 2            | 3            | Score        | 1           | 2           | 3           | Score       | totaal |
| ------ | ------------------- | ------------------- | ----- | ------- | ------------ | ------------ | ------------ | ------------ | ----------- | ----------- | ----------- | ----------- | ------ |
| Goud   | Óscar Figueroa      | Colombia            | A     | 61,86   | 137          | 142          | 145          | 142          | 172         | 176         | 179         | 176         | 318    |
| Zilver | Eko Yuli Irawan     | Indonesië           | A     | 61,91   | 142          | 146          | 146          | 142          | 170         | 176         | 179         | 170         | 312    |
| Brons  | Farkhad Kharki      | Kazachstan          | A     | 61,60   | 135          | 140          | 140          | 135          | 170         | 177         | 177         | 170         | 305    |
| 4      | Yoichi Itokazu      | Japan               | A     | 61,87   | 126          | 130          | 133          | 133          | 160         | 165         | 169         | 169         | 302    |
| 5      | Ahmed Saad          | Egypte              | A     | 62,00   | 127          | 131          | 133          | 133          | 155         | 161         | 164         | 161         | 294    |
| 6      | Morea Baru          | Papoea-Nieuw-Guinea | A     | 61,72   | 122          | 126          | 129          | 126          | 159         | 164         | 168         | 164         | 290    |
| 7      | Muhamad Hasbi       | Indonesië           | A     | 61,97   | 125          | 130          | 134          | 130          | 160         | 169         | 173         | 160         | 290    |
| 8      | Vaipava Ioane       | Samoa               | B     | 61,90   | 115          | 120          | 122          | 120          | 151         | 161         | 165         | 161         | 281    |
| 9      | Han Myeong-mok      | Zuid-Korea          | A     | 61,81   | 130          | 135          | 135          | 130          | 150         | 155         | 155         | 150         | 280    |
| 10     | Julio Salamanca     | El Salvador         | B     | 62,00   | 115          | 120          | 120          | 120          | 150         | 155         | 155         | 155         | 275    |
| 11     | Julio González      | Chili               | B     | 61,30   | 114          | 117          | 120          | 120          | 142         | 146         | 151         | 146         | 266    |
| 12     | Yosuke Nakayama     | Japan               | B     | 62,00   | 121          | 124          | 124          | 121          | 140         | 145         | 150         | 145         | 266    |
| 13     | Rick Confiance      | Seychellen          | B     | 62,00   | 100          | 105          | 110          | 105          | 127         | 133         | 133         | 127         | 232    |
| 14     | Jesús López Sanchez | Venezuela           | B     | 61,90   | 125          | 125          | 129          | 125          | –           | –           | –           | –           | –      |
| 15     | Edouard Joseph      | Haïti               | B     | 60,20   | 102          | 107          | 112          | 107          | –           | –           | –           | –           | –      |
| 15     | Chen Lijun          | China               | A     | 61,97   | 143          | 143          | –            | –            | –           | –           | –           | –           | –      |
| 16     | Sudesh Peiris       | Sri Lanka           | B     | 62,00   | 120          | 120          | 120          | –            | –           | –           | –           | –           | –      |